# Aeroportul Pensacola
Aeroportul Pensacola (IATA: PNS, ICAO: KPNS, FAA LID: PNS) este un aeroport din Florida, Statele Unite ale Americii ce deservește zona Pensacola. Aeroportul a fost tranzitat în decembrie 2019 de 179.623 de pasageri. A fost numit după zona deservită.
Situat la o altitudine de 37 m, aeroportul dispune de 2 piste.

## Infrastructură

### Piste
Aeroportul dispune de 2 piste. Pista 08/26 are suprafața de asfalt și dimensiunile 7.000 picioare × 150 picioare. Pista 17/35 are suprafața de beton și dimensiunile 7.004 picioare × 150 picioare. 